# Harlech
Harlech je mesto in letovišče v Gwyneddu v zgodovinskih mejah Meirionnydda na severozahodu Walesa. Leži v zalivu Tremadog in v narodnem parku Snowdonia, ima 1447 prebivalcev, 51 % prebivalcev govori valižansko.  Mesto je del enotne skupnosti Gwynedd, ki je bila ustanovljena leta 1996. Od leta 1974 do leta 1996 je bilo v okrožju Meirionydd, pred letom 1974 pa del zgodovinskega okrožja Merionethshire.
Mesto je najbolj znano po gradu Harlech, ki ga je leta 1283 začel graditi angleški kralj Edvard I. Osvojil ga je Owain Glyndŵr in nato utrdil Henrik VII. iz dinastije Tudor.  Grad je bil prvotno zgrajen tik ob morju, vendar je geološki razvoj spremenil obliko obale, zato zdaj grad leži na pečini, približno 800 m v notranjost.  Mesto se je na nizkem delu razvilo v stanovanjsko sosesko, na pobočju pa v visoko mesto z nakupovalno ulico, cerkvijo in gradom. Območji sta povezani s strmimi in ovinkastimi cestami, imenovanimi "Twtil". 

## Etimologija
Natančen izvor imena Harlech je nejasen. Nekateri večinoma starejši viri trdijo, da izhaja iz besede arddlech, tj. ardd (visok) + llech (skala) , kar se nanaša na vidno pečino, na kateri stoji grad. Novejši viri izpeljujejo ime iz dveh valižanskih besed, hardd (pošten/dober) in llech. 
V poznem 19. stoletju nekatera besedila omenjajo "Harddlech" in "grad Harddlech" . Ime je uporabljeno tudi v prevodu zbirke zgodb z naslovom  Mabinogion sredi 19. stoletja: "And one afternoon he was at Harddlech in Ardudwy, at a court of his. And they were seated upon the rock of Harddlech overlooking the sea". Sodobni dokumenti iz časa po Mabinogionu ne omenjajo Harlecha, omenjajo le Llywelyna, ki je zgradil grad "v Ardudwyju". 

## Promet
Mestno železniško postajo uporablja kambrijska obalna proga. Ulica Ffordd Pen Llech ima najstrmejši označeni naklon na javni cesti v Združenem kraljestvu. Spušča se s pečine severno od gradu.

## Znamenitosti
Theatr Harlech (prej imenovan Theatr Ardudwy) je v kampusu Coleg Harlech in ima vse leto na sporedu pestro izbiro iger, glasbe in filmov.
Znameniti sta tudi plaža s peščenimi sipinami in slavni golfski klub Royal Saint David, najboljši v Veliki Britaniji, ki je leta 2009 gostil peto britansko prvenstvo v golfu za ženske. 
Rhinogydd (ali Rhinogs) je hribovit greben, ki se dviga na vzhodu.
Leta 2007 je bilo na plaži najdeno lovsko letalo iz druge svetovne vojne. Njegovo odkritje (Lockheed P-38 Lightning) je bilo opisano kot "eno najpomembnejših iz druge svetovne vojne v novejši zgodovini". Mednarodna skupina za Historic Aircraft Recovery (TIGHAR) ni razkrila natančne lokacije letala US Army Air Forces, znanega kot Maid of Harlech, vendar so upali, da bodo sčasoma rešili razbitine. 

## Pomembne osebe
- Owain Glyndŵr (1404–1409) – vodja valižanskih upornikov in zadnji Valižan, ki je zahteval naslov valižanski princ,
- Ellis Wynne (1671–1734) – avtor valižanskega jezika,
- George Davison (1855–1930) – fotograf,
- Elinor Lyon (1921–2008) – otroška pisateljica,
- Alfred Perceval Graves (1846–1931) – pesnik, bard, pisec besedil; njegova velika družina, tudi sin pesnik Robert Graves, je preživljala poletja v veliki hiši z imenom "Erinfa" na severovzhodu Harlecha. Družina je bila lastnica zemljišč, šole in več hiš v bližini. [13]

## Galerija
- Grad Harlech z zastavami na pol droga ob smrti kraljice matere, 2002
- Vhodno poslopje Harleškega gradu
- Dva kralja (kipar Ivor Robert-Jones, 1984) blizu Harleškega gradu. Bendigeidfran nosi truplo svojega nečaka Gwerna.
- Harlech – obala ob nizki plimi
- Harleški kolidž z gradom v ozadju